# Athenaeum van Hadrianus
Het Athenaeum van Hadrianus was in het oude Rome een instituut voor hoger onderwijs en kunst, gesticht door keizer Hadrianus.

## Geschiedenis
Hadrianus stichtte het Athenaeum naar Grieks voorbeeld toen hij aan het eind van zijn carrière na zijn vele reizen weer in Rome was, waarschijnlijk ca. 133-135. Het werd als een ludum ingenuarum artium ('school voor de edele kunsten') betiteld door Aurelius Victor (De Caesaribus 14, 3). Het instituut werd genoemd naar de stad Athene, omdat de scholen in dit culturele centrum het voorbeeld vormden, maar ook omdat de Griekse cultuur een belangrijke bron van inspiratie vormde, want volgens Cassius Dio (73, 17) was het Athenaeum genoemd naar het onderwijs dat de studenten er kregen.
De school was enerzijds een instituut voor hoger onderwijs, waaraan een vaste staf van hoogleraren in verschillende vakken verbonden waren. In de tijd van Theodosius II (eerste helft 5e eeuw) bijvoorbeeld waren er drie oratoren, tien grammatici, vijf sofisten, één filosoof en twee advocaten of rechtsgeleerden. Anderzijds was het Athenaeum een plek waar dichters en redenaars voordrachten hielden.
Uit lovende mededelingen over het Athenaeum in de brieven van Sidonius Apollinaris (Ep. II, 9; IV, 8; IX 9, 13) is op te maken dat het in de tweede helft van de 5e eeuw nog een grote reputatie had.

## Opgravingen
De locatie van het Athenaeum was tot in de moderne tijd onbekend. In 2008 werd op de Piazza della Madonna di Loreto, grenzend aan Piazza Venezia, grondonderzoek verricht voor de aanleg een halte van de nieuwe Metrolijn C. Bij een eerste proefboring werd op vijf meter diepte direct de restanten van een groot antiek gebouw teruggevonden. Hieronder delen van een monumentale marmeren trap, die waarschijnlijk de tribune vormde van een auditorium. Bij verdere opgravingen werden drie grote rechthoekige ruimten opgegraven. Het gebouw kon in 2009 geïdentificeerd worden als het Athenaeum toen het keizerlijke zegel van Hadrianus op de bakstenen werd aangetroffen en nadat de rijkelijk versierde granieten vloer werd blootgelegd. Deze vloer was exact gelijk aan de vloer van de twee bibliotheken die Hadrianus in dezelfde periode 50 meter verderop had laten bouwen aan weerszijden van de Zuil van Trajanus. De bibliotheken en het Athenaeum hoorden bij hetzelfde complex dat Hadrianus achter het Forum van Trajanus had laten bouwen. 
Bij het Athenaeum werd ook de voet van een standbeeld van Fabius Pasifilus opgegraven. Hij was in 400 n.Chr. praefectus praetorio van de prefectuur Italia. 

## Het gebouw
Het Athenaeum bestond uit meerdere ruimtes. De centrale hal had een oppervlakte van ca. 1500 m² Aan de lange zijden van de hal stonden de marmeren trappen met balustrades waarop de toehoorders plaatsnamen. De granieten vloer van het auditorium was versierd met geelkleurige strepen en marmeren versieringen. Er konden waarschijnlijk ongeveer 300 personen plaatsnemen op de tribunes.
Een deel van de restanten is blootgelegd en zal permanent te bezichtigen zijn. 

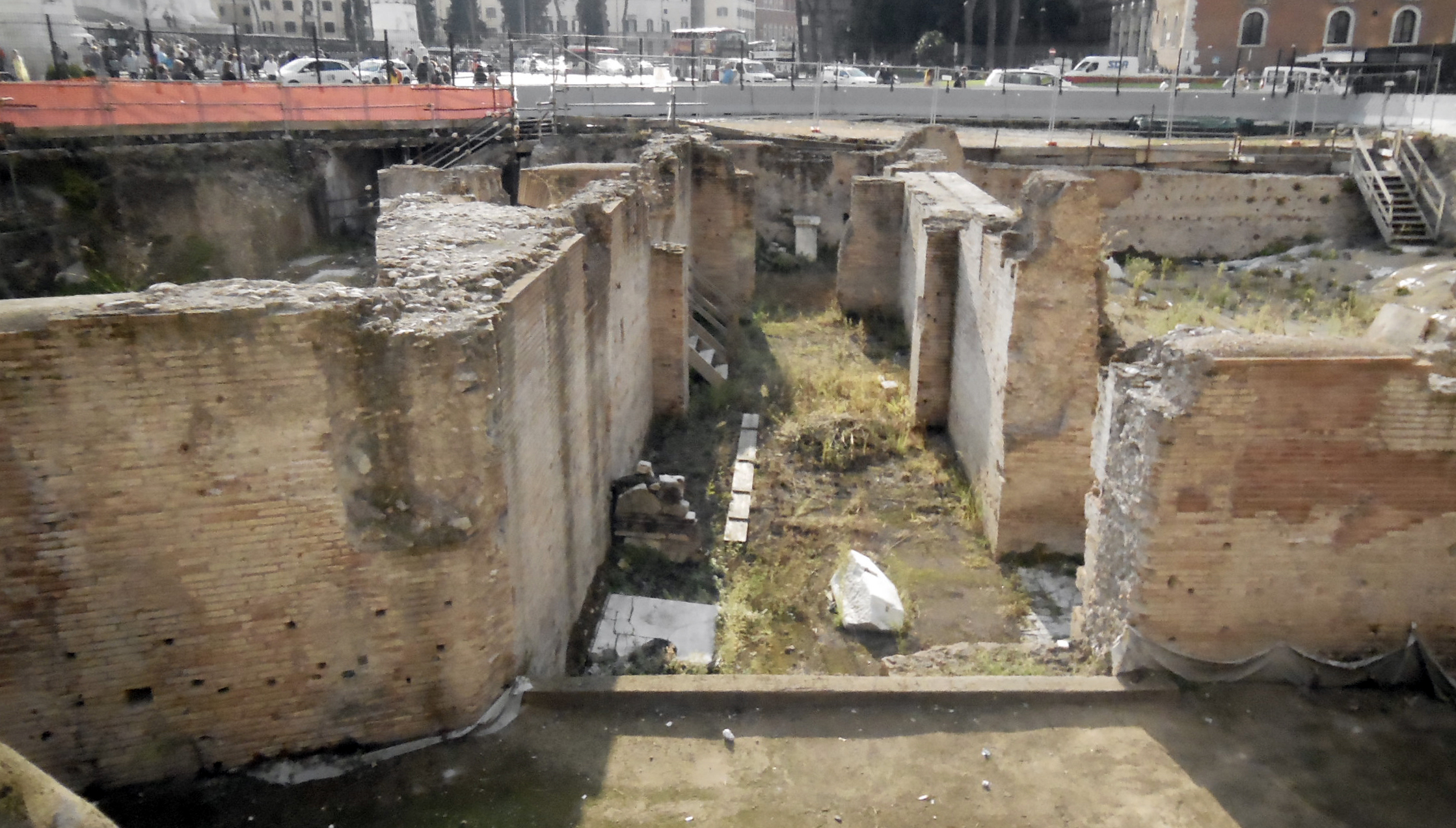
Fundamenten van het Atheneum

## Atheneum in de latere geschiedenis
De naam Athenaeum is later dikwijls gebruikt voor onderwijsinstituten, zowel voor het hoger onderwijs (de Illustere scholen vanaf de zestiende eeuw zoals het Athenaeum Illustre in Deventer en Athenaeum Illustre in Amsterdam en in Franeker, Harderwijk en Maastricht) als in het middelbare onderwijs in de twintigste eeuw: de naast het gymnasium bestaande VWO-vorm het atheneum.